# Doushang Shuiku
Doushang Shuiku (kinesiska: 斗上水库) är en reservoar i Kina. Den ligger i provinsen Jiangxi, i den sydöstra delen av landet, omkring 240 kilometer sydväst om provinshuvudstaden Nanchang. Doushang Shuiku ligger 342 meter över havet. I omgivningarna runt Doushang Shuiku växer i huvudsak blandskog.
Genomsnittlig årsnederbörd är 2 003 millimeter. Den regnigaste månaden är maj, med i genomsnitt 314 mm nederbörd, och den torraste är oktober, med 38 mm nederbörd.